# سعاد اللمكية
سعاد بنت محمد بن ناصر اللمكية (ت: 7 مايو 2021) عمانية الجنسية، مستشارة قانونية وعضوة إدعاء عام وقاضية ومحامية عمانية.

## نشأتها
ولدت بزنجبار، وتعود أصولها إلى حلّة الظاهر بولاية الرستاق. ترعرت في أسرةٍ كبيرة، مكوّنة من سبعة عشرَ شقيقاً وشقيقة، وكان ترتيبها التاسع بينهم، من حيث التسلسل العمري. والدها هو محمد بن ناصر بن سليمان اللمكي محرر صحيفة الفلق بزنجبار لمدة (13) عام أما والدتها هي آسية بنت سعيد بن عبد الله الخروصية.

## دراستها
اكملت ختم القرآن الكريم ثم التحقت بمدراس القراءن والدها ما كان يُسجِّل أحدًا من أبنائه للتعليم الابتدائي، بعد ذلك أرسها والدها إلى أرقى مدرسة خاصة في زنجبار مدرسة القديس جوزيف للراهبات ( St. Joseph Convent School).
في عام 1954م، ابتعثها والدها إلى القاهرة للدراسة، وللالتحاق بأختها الكبرى شريفة، التي كانت تدرس الاقتصاد في الجامعة الأمريكية ثم التحقت بالمدرسةِ الأمريكية للبنات في شارع غمرة، لدراسةِ المرحلة الإعدادية، وبسبب تخرج شقيقتها شريفة في عام 1956م، وعودتها إلى الأهل في زنجبار، فضل والدها أن يبعثها إلى دبلن بجمهورية أيرلندا، حيث يدرس اخوايها ناصر وحارث.
في دبلن، التحقت  ب كلية الإسكندرية (Alexandria College)، التي أكملت فيها الدراسةِ الثانوية بعد سنتين. وفي عام 1959م، التحقت بأعرق جامعات أيرلندا لدراسةِ القانون، وهي جامعة ترينيتي كوليدج العريقة (College Trinity)، التي تأسّست في أواخر القرن السادس عشر، وتحديدًا في عام 1592م. اكملت التدريب العملي المهني في مؤسسة قانونية وهي جمعية كينجز(The Honorable Society of King’s Inns ). تخرجت في عام نوفمبر 1963.

## المسيرة العلمية
في سبتمبر  عام 1966م - عملت في الأحوال المدنية بزنجبار، وهي الجهة المعنية بتسجيل واقعات الأحوال المدنية الحيوية من ولادة وزواج وطلاق ووفاة؛ بالإضافة إلى الوصاية العامة على أنصبة الأيتام من تركة أحد الوالدين؛ وكذلجك تسجيل الأراضي والشركات.  في فبراير عام  1967م  عملت في وزارة المالية، في منصب (Assistant Principle Secretary)، يعادل منصب وكيل وزارة، وأشرفت على الدائرة القانونية في الوزارة. في ديسمبر من عام 1970م  انتُدبت لتقديم محاضرات في القانون التجاري في كليةِ الاقتصاد. في فبراير عام 1971م عملت في الادعاء العام في دار السلام. اقتصر عملها في تمثيل الادعاء العام في القضايا المستأنفة (جنح وجنايات). في أبريل عام 1971م انتُدبت  للعمل في الأحوال المدنية للعمل في الأحوال المدنية، وأسند لها تنظيم مقتضيات القانون الجديد للزواج، بما في ذلك تسجيل حالات الزواج الجديدة، والنظر في الحالات القديمة غير الموثقة، بل وغير القائمة على عقد زواج في الأساس. في ديسمبر عام  1972م - عملت في القضاء.  في عام 1975  عملت في سلطنة عمان في إدارة الموارد البشرية، بشركة عُمان تل.  في سبتمبر عام 1975م  عملت في شركة شركة تنمية نفط عُمان  في إدارة الموارد البشرية. في مايو عام 1977م  عملت في مجال العقود بشركة بترول أبوظبي الوطنية (أدنوك)، في إمارة أبوظبي. في مايو عام 1977م  انتدبت للعمل في شركة زادكو، وعملت في صياغة العقود، لمشاريع نفطية ضخمة؛ ثم توليت الدائرة القانونية  في عام 1994م عملت كمستشارة قانونية في وزارة الشؤون القانونية بسلطنة عمان بموجب القرار الوزاري رقم:(2/94)، الصادر من معالي محمد بن علي العلوي بتاريخ 6 يونيو 1994م. عملت في هذه الوزارة لمدة سبعة عشرَ عامًا. في 4 يناير 2011م  صدر القرار رقم:(2/2011) بإحالتها إلى التقاعد، اعتبارًا من 14/4/2011م، وكانت قد وصلت إلى درجة مستشار أول (أ)